# Laura Milani
Laura Milani (* 30. September 1984 in Mailand) ist eine italienische Leichtgewichts-Ruderin.

## Sportliche Karriere
Milani begann 2001 mit dem Rudersport. 2002 gewann sie bereits die Bronzemedaille im Einer bei den Junioren-Weltmeisterschaften. Im gleichen Jahr trat sie auch bei den Weltmeisterschaften in der Erwachsenenklasse an und belegte den 15. Platz im Leichtgewichts-Einer. 2004 belegte sie mit Giulia Cappabianca im Leichtgewichts-Doppelzweier den fünften Platz bei den U23-Weltmeisterschaften, 2005 gewann sie mit Erika Mai die Silbermedaille. Bei den Weltmeisterschaften 2005 belegten Mai und Milani den neunten Platz. 2006 kamen Francesca Gallo und Laura Milani bei den U23-Weltmeisterschaften als Fünfte ins Ziel, bei den Weltmeisterschaften belegten die beiden den 17. Platz. 2007 erreichten Erika Bello und Laura Milani mit dem Leichtgewichts-Doppelzweier den zwölften Platz bei den Weltmeisterschaften, bei den Europameisterschaften gewannen die beiden die Bronzemedaille. Bei den Weltmeisterschaften 2008 trat Laura Milani im Leichtgewichts-Einer an und belegte den achten Platz. Ein Jahr später lag bei den Weltmeisterschaften 2009 nur die Schweizerin Pamela Weisshaupt vor Laura Milani. Auf die Silbermedaille von 2009 folgte 2010 die Bronzemedaille hinter der Deutschen Marie-Louise Dräger und der Neuseeländerin Louise Ayling, nachdem Milani zuvor bereits Bronze bei den Europameisterschaften 2010 gewonnen hatte. 
Im vorolympischen Jahr 2011 kehrte Laura Milani in die olympische Bootsklasse Leichtgewichts-Doppelzweier zurück und belegte zusammen mit Enrica Marasca den zehnten Platz bei den Weltmeisterschaften, die ersten acht Boote waren für die Olympischen Spiele 2012 qualifiziert. Bei den Europameisterschaften 2011 gewannen Marasca und Milani die Bronzemedaille. Zusammen mit Erika Bello startete Laura Milani im Mai 2012 bei der letzten Olympia-Qualifikationsregatta in Luzern: Die ersten beiden Boote qualifizierten sich für London, die Italienerinnen erreichten als drittes Boot das Ziel. Weitgehend ohne Olympiastarterinnen fanden zum Saisonende die Europameisterschaften 2012 in Varese statt, wo Laura Milani zusammen mit Elisabetta Sancassani vor heimischem Publikum den Titel gewann. Diesen Titel verteidigten die beiden bei den Europameisterschaften 2013, siegten 2013 auch beim Weltcup in Luzern und zum Abschluss der Saison gewannen die beiden den Titel bei den Weltmeisterschaften 2013 in Chungju. 2014 gewannen Milani und Sancassani den dritten Europameistertitel in Folge, bei den Weltmeisterschaften belegten die beiden den sechsten Platz.
Nach einer völlig verpatzten Saison 2015 belegten Milani und Sancassani 2016 beim Weltcup-Auftakt in Varese den achten Platz, auf den zehnten Rang fuhr der zweite italienische Doppelzweier mit Giulia Pollini und Valentina Rodini. Bei den letzten Olympiaqualifikation in Luzern ruderten Milani und Sancassani auf den dritten Platz. Durch den Ausschluss des bereits qualifizierten russischen Leichtgewichts-Doppelzweiers nach Veröffentlichung des McLaren-Reports wurde der italienische Leichtgewichts-Doppelzweier als erster Nachrücker aus der Olympiaqualifikation nachträglich zu den Olympischen Spielen 2016 eingeladen. In Rio de Janeiro belegten Milani und Rodini den 13. Platz unter 20 teilnehmenden Booten.